# Familia Terry

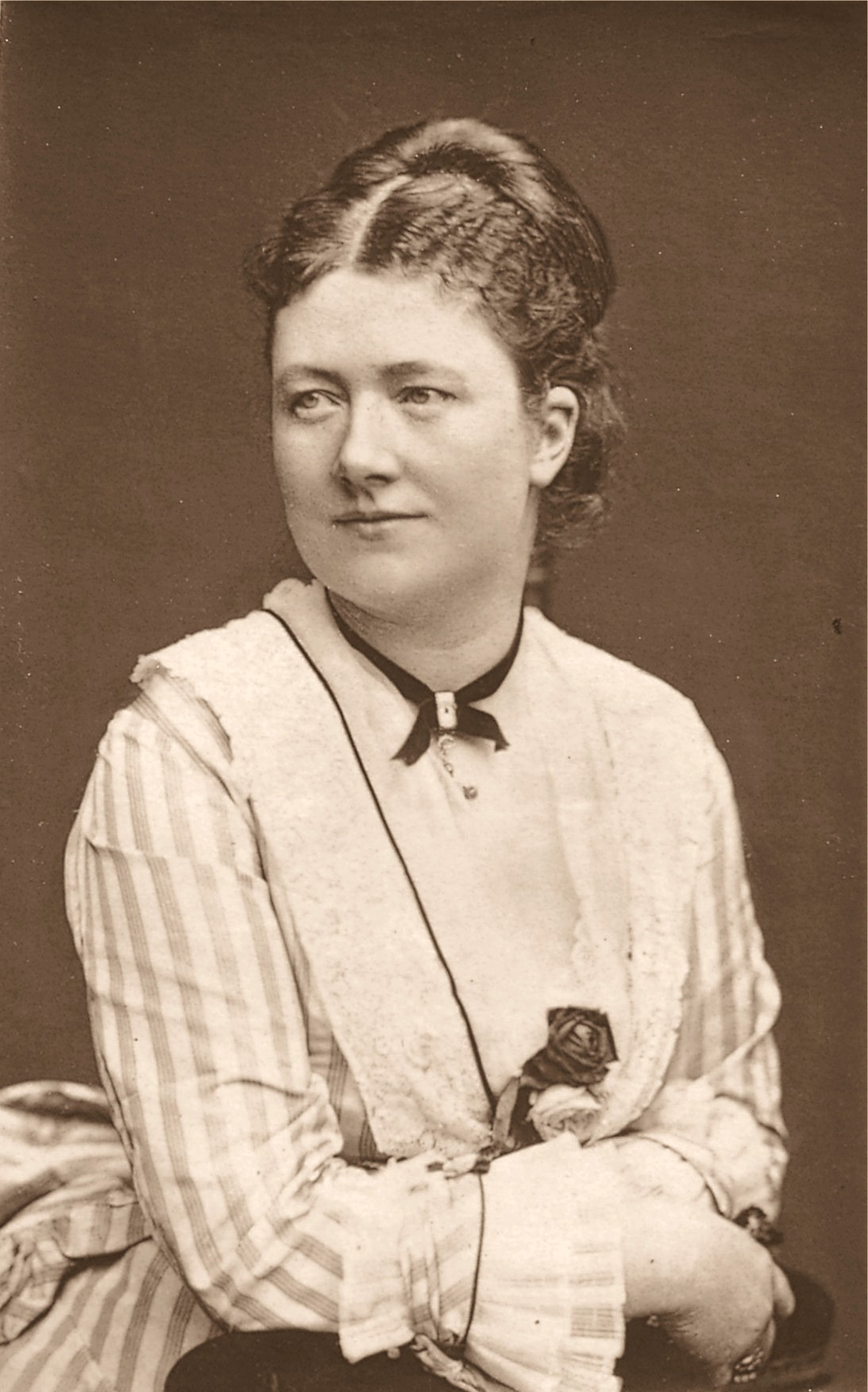
Kate Terry, el primer miembro de la familia en alcanzar notoriedad.

La familia Terry es una dinastía de actores de teatro con inicio a finales del siglo XIX. La familia incluye no sólo a los miembros con el apellido Terry, sino también Neilson, Craig y Gielgud, a quienes los Terry están vinculados por matrimonio o lazos de sangre.
La dinastía fue fundada por el actor Benjamin Terry y su esposa, Sarah. El primer miembro de la familia en alcanzar relevancia nacional fue su hija mayor, Kate. Su hermana menor, Ellen, alcanzó fama internacional junto con Henry Irving. Ellen Terry fue considerada como la principal estrella de la familia durante muchas décadas, pero su sobrino-nieto John Gielgud alcanzó, al menos tanta fama como ella a partir de los años 1930 hasta finales del siglo XX. Entre los miembros de la familia que no se convirtieron en actores está Gordon Craig, hijo de Ellen, pero fue un diseñador y director de teatro internacionalmente conocido.
Los miembros de la familia que se asociaron profesionalmente con el teatro, como actores, diseñadores o gerentes, se muestran a continuación. En el texto se mencionan también otros miembros de la familia.

## Árbol familiar
En el siguiente gráfico se muestra de forma simplificada a los miembros de la familia más conocidos (por ejemplo, muestra sólo tres de los ocho hijos de Gordon Craig). Los nombres de los actores y otros relacionados con el teatro se muestran en letras mayúsculas.

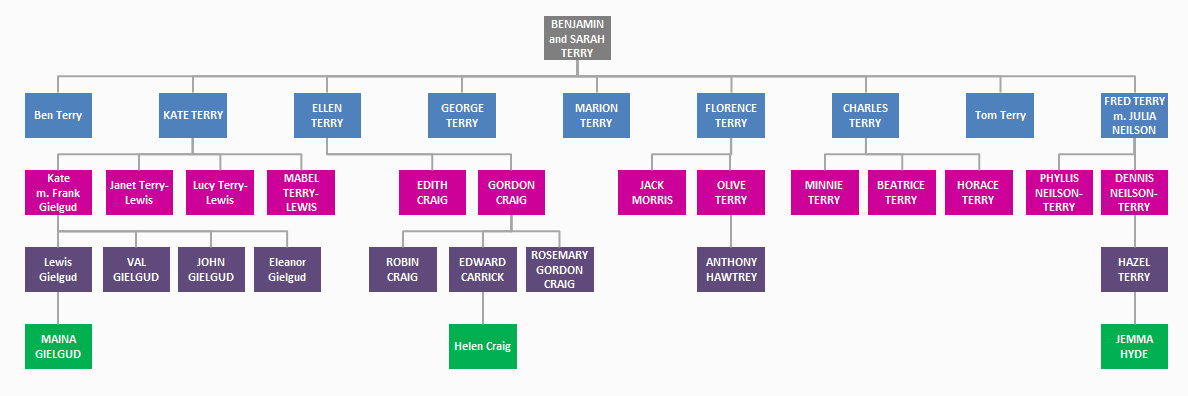

## Primera generación

### Benjamin Terry y Sarah Ballard

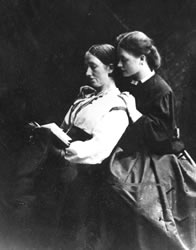
Sarah Terry con su hija Ellen (c. 1860).

Benjamin Terry (1817-1896) fue un actor de éxito moderado a mediados del siglo XIX. Su padre, un mesonero que también se llamaba Benjamin, se casó con Catherine Crawford en 1838. La joven esposa de Benjamin, Sarah, nacida Ballard (1819-1892), era hija de Peter Ballard, un constructor y maestro aserrador que trabajó en Portsmouth; no tenía conexión con el teatro antes de conocer a Terry y casarse con él sin el conocimiento de sus padres, pero acabó convirtiéndose en actriz, adoptando el nombre artístico «Miss Yerrett», pero fue Terry quien inculcó la afición al teatro en sus hijos. Había sido miembro de la compañía de William Macready y compartía la consideración de éste por una buena dicción. Su hija Ellen recordaba que él «siempre me corrigió si pronunciaba cualquier palabra de una manera descuidada, y si ahora hablo bien mi idioma, es en gran medida debido a mi entrenamiento precoz.» La pareja tuvo once hijos, dos de los cuales murieron en la infancia (habían sido bautizadas como Kate y Ellen por sus abuelas paternas y maternas; Benjamin y Sarah reutilizaron los nombres para sus dos hijas siguientes). De los nueve niños que alcanzaron la edad adulta sólo dos, el hijo mayor, Benjamin, y el siguiente de los más jóvenes, Tom, no tenían relación con el teatro; Benjamin (n. 1839) se dedicó al comercio y emigró a Australia y luego a la India, y Tom (n. 1860), un vagabundo, vivió en los márgenes de la criminalidad y la pobreza, constantemente ayudado por sus padres y hermanos.

### Aniela Aszpergerowa
La actriz polaca Aniela Aszpergerowa (1815-1902), descrita por su bisnieto John Gielgud como «la actriz shakespeariana más grande de toda Lituania», fue la protagonista teatral más relevante por la rama Gielgud de la familia. Su marido, Wojciech, era también un famoso actor protagonista. Su hija, también llamada Aniela, se casó con Adam Gielgud, quien había nacido en el mar durante la huida de sus padres de Polonia tras el fallido levantamiento contra el gobierno ruso en 1830. Su hijo Frank se casó con la hija de Kate Terry, Kate Terry-Lewis.

## Segunda generación
Ordenados por fecha de nacimiento.

### Kate Terry
Kate (1844-1924) fue la primera de los niños Terry en dar fama al nombre de la familia en el escenario inglés, comenzando su carrera desde muy niña. Según la académica Nina Auerbach, Kate pudo haber sido la mejor dotada para los escenarios de todos sus hermanos, y pronto recibió alabanzas por sus actuaciones, especialmente en obras de Shakespeare. Los críticos contemporáneos pensaron lo mismo: The Manchester Guardian finalizó el reportaje sobre su última actuación antes de su retiro: «En nuestra reticente aceptación de su despedida, ahora debemos descansar satisfechos con el recuerdo de la belleza sin par de su actuación de corazón alegre ... como la música de una melodía hechizante que perfora la quietud de la noche y termina justo cuando el oído anhelaba la siguiente nota». Dejó de actuar cuando se casó en 1867 con el empresario Arthur James Lewis (1824-1901) a los 23 años de edad. Posteriormente hizo sólo dos apariciones, la primera en 1898, en un pequeño papel de apoyo a su hija Mabel en una nueva obra en el West End; la segunda fue en 1906 durante las celebraciones de las bodas de plata de su hermana Ellen en el teatro Drury Lane. De sus cuatro hijas sólo la más joven, Mabel, la siguieron en la profesión teatral. Las dos hijas intermedias eran Janet y Lucy. La hija mayor, también llamada Kate, se casó con Frank Gielgud; entre sus cuatro hijos estaban Val y John Gielgud.

### Ellen Terry
Ellen (1847-1928) siguió a su hermana mayor en la profesión de actriz a una edad temprana. Se convirtió en la más celebrada de su generación en la familia, con una larga asociación profesional con Henry Irving. Fue especialmente conocida por sus papeles shakesperianos.
Durante las celebraciones de sus bodas de plata en el Drury Lane, veinte miembros de la familia aparecieron en escena junto a ella. Una lista de los presentes se publicó en The Illustrated London News; los que aparecen en negrita eran actores profesionales o con algún tipo de relación con el teatro:
|                         | relación con Kate | relación con Ellen | notas                  |
| ----------------------- | ----------------- | ------------------ | ---------------------- |
| Edith Craig             | sobrina           | hija               |                        |
| Peter Craig             | sobrino nieto     | nieto              | hijo de Gordon Craig   |
| Robin Craig             | sobrino nieto     | nieto              | hijo de Gordon Craig   |
| Rosemary Craig          | sobrina nieta     | nieta              | hija de Gordon Craig   |
| Geoffrey Morris         | sobrino           | sobrino            | hijo de Florence Terry |
| Beatrice Terry          | sobrina           | sobrina            | hija de Charles Terry  |
| Charles Terry           | hermano           | hermano            |                        |
| Dennis [Neilson] Terry  | sobrino           | sobrino            | hijo de Fred Terry     |
| Fred Terry              | hermano           | hermano            |                        |
| George Terry            | hermano           | hermano            |                        |
| Horace Terry            | sobrino           | sobrino            | hijo de Charles Terry  |
| Marion Terry            | hermana           | hermana            |                        |
| Kate Terry              | -                 | hermana            |                        |
| Ellen Terry             | hermana           | -                  |                        |
| Minnie Terry            | sobrina           | sobrina            | hija de Charles Terry  |
| Olive Terry             | sobrina           | sobrina            | hija de Florence Terry |
| Phyllis [Neilson] Terry | sobrina           | sobrina            | hija de Fred Terry     |
| Kate Terry-Gielgud      | hija              | sobrina            |                        |
| Janet Terry-Lewis       | hija              | sobrina            |                        |
| Lucy Terry-Lewis        | hija              | sobrina            |                        |
| Mabel Terry-Lewis       | hija              | sobrina            |                        |

Del diseño del escenario y de las danzas se encargó el hijo de Ellen, Gordon Craig.
Ellen Terry se casó tres veces, pero sus dos hijos, Edith y Gordon, fueron fruto de una prolongada relación extramatrimonial con el arquitecto Edward William Godwin.

### George Terry
George (1852 - 22 de marzo de 1928) fue tesorero y gerente de negocios teatral.

### Marion Terry

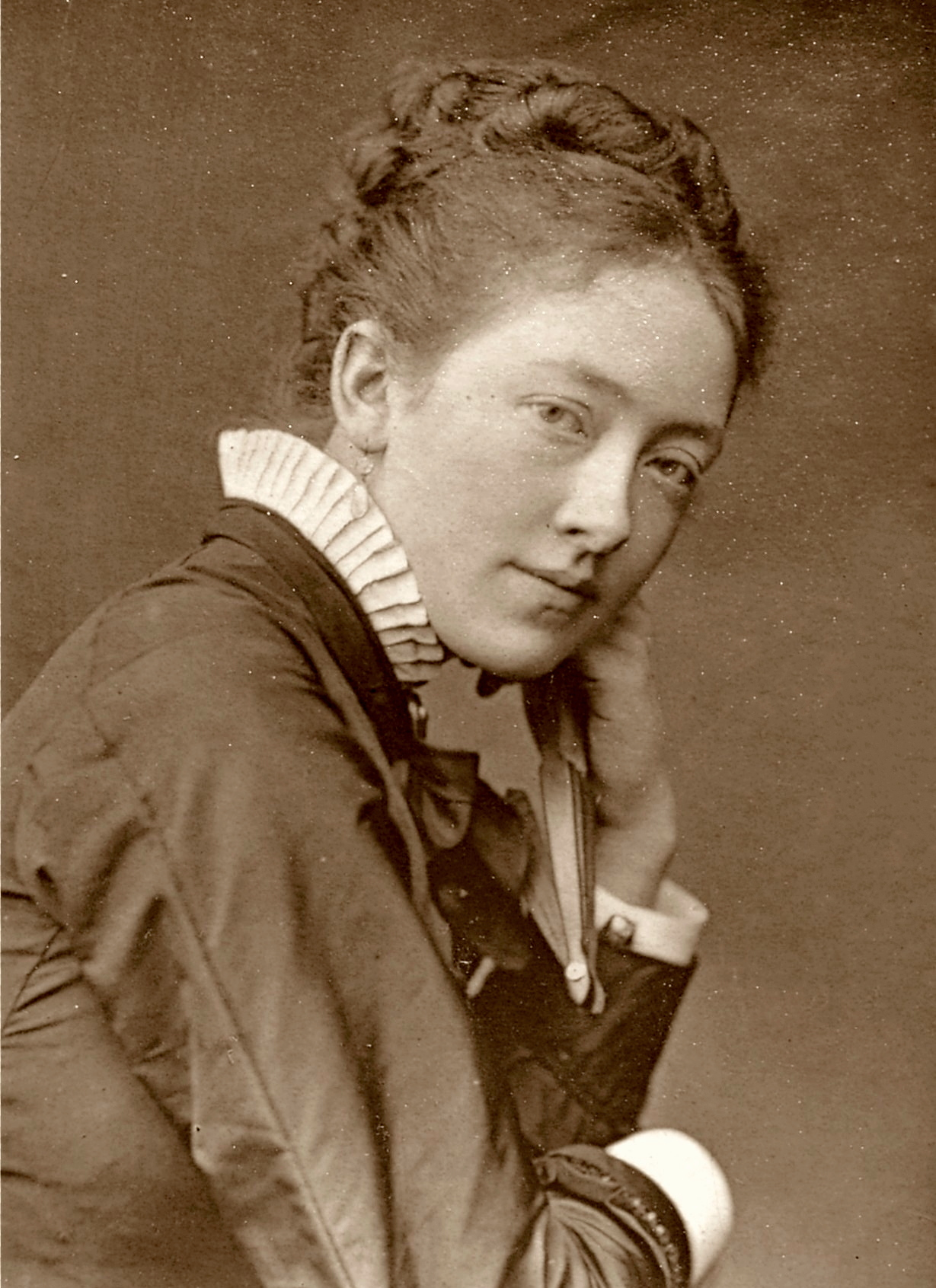
Marion Terry, c. 1890.

Marion (1853-1930) tuvo una carrera en los escenarios de más de cincuenta años, llegando a ser especialmente reconocida por sus papeles en obras de W. S. Gilbert, Oscar Wilde, Henry James y otros. Cuando murió, la última de su generación de hermanas Terry, The Times publicó un extenso artículo sobre «una historia larga, extraña, hermosa e impactante» de Kate, Ellen, Florence y Marion Terry. Nunca se casó y no tuvo hijos.

### Florence Terry
Florence Maud Terry (16 de agosto de 1856 - 15 de marzo de 1896), al igual que su hermana mayor Kate, actuó hasta su matrimonio y luego abandonó los escenarios. Comenzó a actuar en 1870 en el Adelphi Theatre desempeñando el papel de Lewison en The Robust Invalid. También en 1870, en el Olympic Theatre, desempeñó el papel protagonista en Little Nell, adaptación al teatro del periodista y dramaturgo Andrew Halliday de La tienda de antigüedades. En el Lyceum Theatre desempeñó a Nerissa en El mercader de Venecia y el de Lady Ellen en The Iron Chest, de George Colman. Entre otros, interpretó los papeles de Olivia en Twelfth Night, Lady Betty en la obra de Tom Taylor Lady Clancarty y otros papeles en varias obras de W. S. Gilbert, como el de Dorothy en Dan'l Druce, Blacksmith, Jenny en Sweethearts, Cynisca en Pygmalion and Galatea, Mirza en The Palace of Truth, y con su hermana Marion en Broken Hearts (Teatro Savoy, 1882), poco antes de su boda y retiro. Se casó con un abogado, William Morris. De sus cuatro hijos, Olive (conocido como Olive Terry, Olive Morris y Olive Chaplin) y Jack Morris, también fueron actores.

### Charles Terry
Charles (1858-1933) fue gerente y director de escena. Trabajó con éxito en el comercio de vino de Burdeos antes de dedicarse a la dirección teatral. Después de un breve trabajo como director de negocios para Michael Gunn en el Teatro Real de Dublín, se unió a la Compton Comedy Company, con la intención de actuar, pero sin éxito. El resto de su carrera se dedicó a la gestión. Fue director de taquilla en el Lyceum Theatre con Irving. Entre clientes como gestor estuvo Ivor Novello. Con su esposa Margaret Pratt tuvo tres hijos, Minnie, Horace y Beatrice, y todos ellos siguieron una carrera teatral.

### Fred Terry
Fred (1863-1933) era el más joven de los once hijos de Benjamin y de Sarah Terry. Tuvo una larga y exitosa carrera en los escenarios. Fue conocido como protagonista en obras clásicas, pero logró su mayor fama en papeles de espadachín como el de protagonista de La Pimpinela Escarlata. Se casó con la actriz Julia Neilson, con quien compartió habitualmente papeles protagonistas. Sus hijos, Phyllis y Dennis Neilson-Terry, siguieron sus pasos en los escenarios teatrales.

### Julia Neilson
Julia Neilson (1868-1957) se casó con Fred Terry en 1891. En una larga carrera escénica, apareció en tragedias y romances históricos, a menudo junto a su marido, y fue reconocida por su interpretación de Rosalind en una duradera producción de Como gustéis. Cuando su madre viuda se volvió a casar en la década de 1890, lo hizo con William Morris, el viudo de Florence Terry (ver arriba). Julia Neilson se convirtió así en hermanastra de Olive Terry y Jack Morris, que ya eran su sobrina y su sobrino por matrimonio.

## Tercera generación

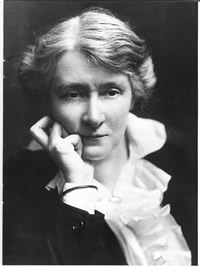
Edith Craig.

Ordenados alfabéticamente por apellido.

### Edith Craig
Edith Craig (1869-1947) era hija de Ellen Terry y Edward Godwin. Siguió a su madre en la profesión teatral, primero como actriz y más adelante como directora, productora y diseñadora. Desde 1911, realizó unas 150 obras de teatro para la sociedad de teatro vanguardista Pioneers. También trabajó en los teatros de la periferia como el Everyman Theatre, en Hampstead. Como lesbiana, activista activa por el sufragio femenino y una mujer trabajando como directora de teatro, Craig ha sido objeto de estudio por historiadores del feminismo, así como por historiadores del teatro. Craig vivió en un  ménage à trois con la dramaturga Christabel Marshall y la artista Clare 'Tony' Atwood de 1916 hasta su muerte. Trabajó como conservadora del Ellen Terry Museum en Smallhythe Place.

### Gordon Craig
Edward Henry Gordon Craig (1872-1966) era hijo de Ellen Terry y Edward Godwin. Después de un comienzo modesto como actor, se convirtió en diseñador, escritor y director ocasional del teatro modernista, trabajando en muchos países. Fue más conocido en la Europa continental que en Gran Bretaña, y su gran biblioteca teatral fue comprada por el gobierno francés para la Colección Auguste Rondel. Además de los muchos hijos que tuvo con distintas mujeres, mas los de su esposa (la actriz Helen Mary 'May' Gibson), la violinista Elena Fortuna Meo (1879-1957), la bailarina Isadora Duncan y la poetisa Dorothy Nevile Lees, tuvieron a Edward Carrick, Robin Craig y Rosemary Gordon Craig.

### Jack Morris
Era hijo de Florence Terry y William Morris y hermano de Olive Terry (ver más abajo). Fue actor.

### Dennis Neilson-Terry
Dennis Neilson-Terry (1895-1932), el único hijo varón de Fred Terry y Julia Neilson, hermano de Phyllis Neilson-Terry, fue actor, director y productor. Desempeñó papeles como el de Sebastian en Noche de reyes en 1912 junto a su hermana, que desempeñó el papel de Viola. En 1932 él y su esposa, la actriz Mary Glynne, recorrieron África meridional, donde él contrajo neumonía doble y murió. Su hija fue la actriz Hazel Terry.

### Phyllis Neilson-Terry
Phyllis Neilson-Terry (1892-1977), hija de Fred Terry y Julia Neilson, fue actriz. Después de éxitos al principio de su carrera en el drama clásico siguió una carrera variada, como el cabaret, la pantomima y las variedades, así como obras de Shakespeare y otros clásicos. Uno de sus últimos papeles protagonistas fue en Mesas separadas, de Terence Rattigan (1954) en el West End y en Broadway.

### Mabel Terry-Lewis
Mabel Terry-Lewis (1872-1957) era hija de Kate Terry y de Arthur James Lewis. Hizo su debut en el escenario en 1895, a los veintitrés años de edad. Cuando se casó en 1904 se retiró de la profesión. Su esposo murió en 1917 y regresó a los escenarios en 1920. Apareció en el West End y en Broadway en una gran variedad de obras, como nuevos montajes de comedias de Wilde y nuevas obras de autores como Noël Coward.

### Beatrice Terry
Beatrice Terry (1890 - 17 de marzo de 1970) era la hija menor de Charles Terry. Hizo su primera aparición en el escenario del Lyceum Theatre el 7 de junio de 1893 como bebé en Olivia, obra protagonizada por Henry Irving y Ellen Terry. Siendo aún niña recibió elogios del Times por su actuación en una versión para el teatro de Struwwelpeter en 1900. En 1905 recorrió las provincias británicas y los EE. UU. junto a Edward O'Connor Terry (que, a pesar del apellido, no era pariente suyo). Al año siguiente interpretó el Peter Pan de J. M. Barrie en Londres. En 1910 volvió a recorrer los Estados Unidos, esta vez en compañía de su tío y tía, Fred Terry y Julia Neilson, después de lo cual pasó gran parte de su carrera en los EE. UU. Apareció en Broadway en muchas ocasiones entre 1903 y 1929, con papeles como el de Laura Atherton en Children of the Moon, de Martin Flavin, en 1923 y el de Lady Sneerwell en The School for Scandal en 1925. Fue miembro original del Civic Repertory Theatre de Nueva York, fundado por Eva Le Gallienne en los años 1920. Con esa compañía apareció como Olga en Las tres hermanas, como Aline Solness en John Gabriel Borkman y Olivia en Noche de reyes (todas en 1927). Su repertorio era amplio. Recibió buenas críticas en comedia ligera moderna, y en teatro de variedades, uniéndose a Ethel Barrymore y sir Nigel Playfair en un sketch de Barrie en el London Palladium en 1934. También actuó en los clásicos, con papeles como, además de Olivia y Lady Sneerwell, Ofelia en Hamlet y Titania en El sueño de una noche de verano. Primero se casó con el actor Leonard Mudie y más tarde con Geoffrey Marks. En sus últimos años vivió en Seattle, área de Washington.

### Horace Terry
Horace Charles Terry (27 de julio de 1887 - 15 de abril de 1957) era hijo de Charles Terry. Como actor infantil hizo su debut en Faded Flowers, de Arthur à Beckett en el Garrick en 1895; era una pieza preliminar a la obra de Sydney Grundy A Pair of Spectacles, en el que la prima de Terry, Mabel Terry-Lewis hizo su primera aparición en un escenario. El corresponsal en Londres del The Boston Evening Transcript escribió que el niño actuaba «muy brillantemente». Como adulto interpretó papeles como el del coronel Werther en Her Love Against the World en el Lyceum en 1907. Emigró a los Estados Unidos y se casó con Ethel May Moore en Canadá, en York (Ontario), el 28 de agosto de 1912, con quien tuvo cuatro hijos. Se hizo ciudadano estadounidense naturalizado en 1930 y vivió durante muchos años en Wyandotte (Míchigan), trabajando en una planta de energía. Murió en Wyandotte, a los 69 años de edad.

### Minnie Terry
Minnie Terry (1 de enero de 1882 - 1964) hija mayor de Charles Terry, nació en Burdeos, Francia. Era una actriz famosa de niña; recibió la alabanza del Times por su actuación en la compañía de Herbert Beerbohm Tree en 1888. Después de representar papeles de niña durante siete años, volvió a la escuela, primero en un internado en Inglaterra, que odiaba, y luego, de manera más agradable, en un colegio privado para señoritas en Fontainebleau, cerca de París. Dos años después de su regreso a los escenarios a finales de la década de 1890, interpretó a Lydia Languish en una producción de The Rivals en la que también actuaba Edmund Gwenn. Se casaron en 1901 y Minnie tenía intención de abandonar los escenarios, como algunas de sus tías habían hecho al casarse. Acompañó a Gwenn a Australia, en donde él actuó en una desastrosa gira de Ben-Hur; el fracaso la animó a recuperar las finanzas de la familia aceptando una oferta de J. C. Williamson. Cuando la pareja regresó a Inglaterra en 1904, Minnie apareció sobre todo en comedias modernas, intercalando ocasionalmente algunos dramas históricos. Coprotagonizó junto a Gwenn una comedia titulada What the Butler Saw en 1905. Cuando, en 1911, Irene Vanbrugh hizo su debut en el teatro de variedades, escogió a Minnie Terry y Gwenn para unirse a ella en una obra corta especialmente escrita por Barrie. En 1914 ella actuó durante una temporada en Broadway como princesa Thora en una dramatización de The Garden of Paradise, de Hans Christian Andersen. Durante la Primera Guerra Mundial, su matrimonio se deshizo. Se volvió a casar, pero mantuvo una buena relación con Gwenn. En su vejez, él viajó desde su hogar en California para una reunión con su exesposa viuda en 1956. La publicación Who's Who in the Theatre no menciona ninguna actuación de Minnie después de octubre de 1925, pero en una emisión de radio especial de la BBC para celebrar el 80.º cumpleaños de Ellen Terry en 1928, se unió a otros miembros de la familia (Mabel Terry-Lewis y John Gielgud), junto a otros destacados artistas, en escenas de Shakespeare relacionadas con Ellen.

### Olive Terry
Olive (nacida el 22 de abril de 1884) era hija de Florence Terry y William Morris. Hizo su primera aparición en el escenario en su Londres natal en febrero de 1906, como Lady Gerania en Dr Wake's Patient, producción con la que posteriormente hizo una gira. En 1906 apareció en la producción de Arthur Bourchier de Macbeth en el Garrick Theatre. Las apariciones posteriores en Londres fueron como Lily en In the Workhouse (1911), Sister Christina en The Month of Mary (1913) y Spring en Godefroi and Yolande (1915). Se casó con Charles Chaplin (no el famoso cómico de cine) con quien tuvo un hijo, Michael. Fruto de una relación con el actor Charles Hawtrey tuvo un hijo, Anthony Hawtrey, que se convirtió en actor. Trabajó como conservadora del Ellen Terry Museum tras la muerte de Edith Craig.

## Cuarta generación
Ordenados alfabéticamente por apellido.

### Edward Carrick
Edward Anthony Craig (1905-1998), trabajó bajo el seudónimo Edward Carrick, fue el tercer hijo y primer varón de Gordon Craig y Elena Fortuna Meo. Trabajó en el cine como director artístico y diseñó tres producciones de Macbeth para el teatro y la televisión entre 1932 y 1960.

### Robin Craig
Era hijo de Gordon Craig. Figura en la edición de 1925 de Who's Who in the Theatre como actor.

### John Gielgud

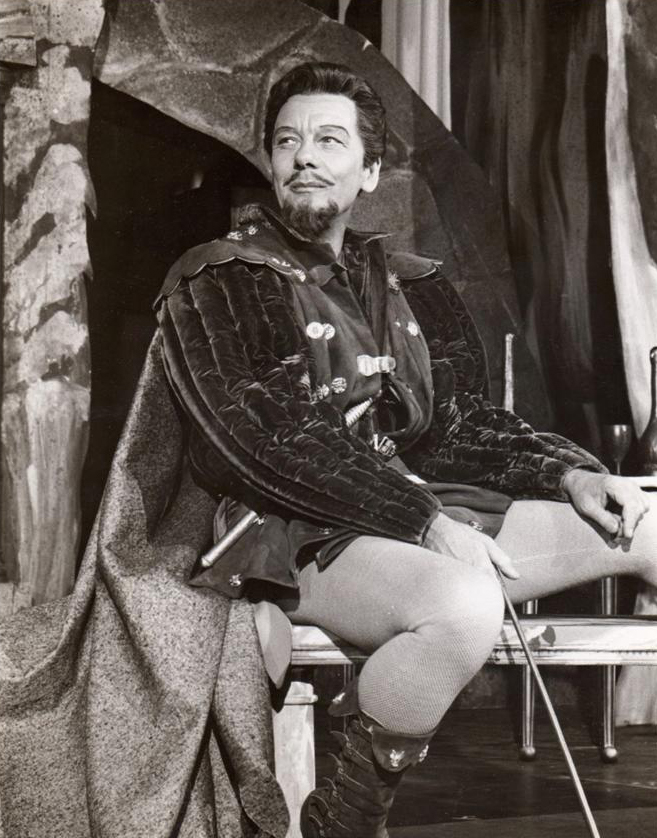
John Gielgud como Benedick en Mucho ruido y pocas nueces en 1959.

Sir Arthur John Gielgud (1904-2000) fue uno de los principales actores de mediados y finales del siglo XX. Junto con Ralph Richardson y Laurence Olivier dominó los escenarios británicos durante varias décadas a partir de los años treinta. Fue particularmente notable por su hermosa voz y su dominio del verso sakespeariano. apareció en más de sesenta películas. Era hijo de Kate Terry-Lewis y Frank Gielgud, y sus hermanos eran Val y Lewis (ver más abajo).

### Lewis Gielgud
El teniente coronel Lewis Evelyn Gielgud (11 de junio de 1894 - 25 de febrero de 1953) era hijo de Kate Terry-Lewis y Frank Gielgud. Era el hermano mayor de Val y John y se convirtió en un miembro destacado de la Cruz Roja y la Unesco. Escribió dos novelas, Red Soil y The Wise Child, un libro de viajes, About It and About, y tres obras en colaboración con Naomi Mitchison, The Price of Freedom, As It Was in the Beginning y Full Fathom Five (1932). Con su esposa, Zita Gordon, escribió obras para la radio. El único hijo de Lewis y Zita Gielgud fue la bailarina Maina Gielgud.

### Val Gielgud
Val Henry Gielgud (1900-1981) fue un ejecutivo y autor radiofónico de la BBC, el segundo de los cuatro hijos de Frank Henry Gielgud y Kate Terry-Lewis. En un obituario, The Times lo alaba «por 35 años de fuerza emotiva en el drama radiofónico de la BBC». Sus hermanos eran John y Lewis (ver arriba).

### Rosemary Gordon Craig
Hija de Gordon Craig. Figura en la edición de 1925 de Who's Who in the Theatre como actriz.

### Anthony Hawtrey
Anthony John Hawtrey (1909-1954), hijo de Olive Terry y Charles Hawtrey, fue actor. Apareció en seis largometrajes entre 1943 y 1948, y desempeñó papeles protagonistas en las primeras obras para televisión de la BBC de la posguerra. Representó el papel de rey de Francia en la producción del Old Vic de El rey Lear en 1931, cuando su primo John Gielgud representó a Lear y Ralph Richardson a Kent. También fue un conocido productor y director, tanto en Londres como en provincias.

### Hazel Terry
Hazel Terry (1918-1974) actriz cuyos papeles iban desde Shakespeare (incluido el de Ofelia en el Hamlet de su primo John Gielgud en 1944) hasta obras modernas, como su representación durante un año como Amanda en la producción de Coward de Vidas privadas.

## Quinta generación
Entre la quinta generación de la familia están la bailarina de ballet Maina Gielgud, hija de Lewis Gielgud; la actriz Jemma Hyde, hija de Hazel Terry; y la autora e ilustradora Helen Craig, hija de Edward Carrick.